# Osebni povratni zaimek
Povrátni osébni zaímek je samostalniški zaimek, ki se rabi, kadar sta osebek in predmet ista oseba oziroma stvar:
- Mojca je v odsevu videla sebe.

Povratni osebni zaimek ne pozna imenovalniške oblike in pozna le ednino.

### Sklanjanje
imenovalnik
—

rodilnik
sebe/se

dajalnik
sebi/si

tožilnik
sebe/se

mestnik
pri sebi

orodnik
s seboj/sabo

- Za poševnicami so naslonske oblike: se, si, se.
- Povratni osebni zaimek pozna tudi navezne oblike (kratke oblike v tožilniku, ki se navezujejo na predloge): zase (← za sebe), podse (← pod sebe) ...